# خوليو غونزاليس (سياسي)
خوليو انغيتو غونزاليس (بالإسبانية: Julio Anguita )‏ (2020-1941)م، سياسي إسباني، ولد في فوينخيرولا، كان عضوًا في الحزب الشيوعي الإسباني.

## مناصب
تولى منصب عضو مجلس النواب الإسباني ‏ (26 مارس 1996–5 أبريل 2000)
- عضو مجلس النواب الإسباني  [لغات أخرى]‏ (21 يونيو 1993–27 مارس 1996)[4]
- عضو مجلس النواب الإسباني  [لغات أخرى]‏ (17 نوفمبر 1989–13 أبريل 1993)[5]
- الأمين العام للحزب الشيوعي الإسباني ‏ (21 فبراير 1988–7 ديسمبر 1998)
- عضو برلمان أندلوسيا (22 يونيو 1986–21 نوفمبر 1989)
- عمدة قرطبة (18 أبريل 1979–1 فبراير 1986).

## التعليم
تعلم في جامعة برشلونة.

## وفاته
توفي في مدينة قرطبة في يوم 16 أيار 2020 عن عمر ناهز 78 عاماً.

## روابط خارجية
- خوليو غونزاليس على موقع IMDb (الإنجليزية)
- خوليو غونزاليس على موقع مونزينجر (الألمانية)